# Delores Ziegler
Delores Ziegler (Atlanta, 4 settembre 1951) è un mezzosoprano statunitense che ha al suo attivo una carriera internazionale iniziata alla fine degli anni settanta. Ha cantato nei più grandi teatri del mondo, dal Teatro alla Scala, al Metropolitan Opera House e alla Wiener Staatsoper.
In un repertorio che andava da Mozart a Richard Strauss, la cantante viene ricordata anche per i suoi ruoli en travesti di Cherubino ne Le nozze di Figaro, di Idamante nell'Idomeneo e di Octavian, in Der Rosenkavalier.

## Biografia

### Carriera
Nata ad Atlanta, in Georgia, nel 1973 studia musica, diplomandosi, al Maryville College; successivamente, frequenta l'Università del Tennessee dove consegue un master. Pupilla del basso-baritono Edward Zambara, nel 1978 debutta ne La traviata di Verdi nel ruolo di Flora. Proseguendo negli studi, Delores Ziegler si reca in Germania dove ha come insegnante Hans Hotter. In Europa, debutta nel 1981 nell'Otello, ricoprendo il ruolo di Emilia. Nel 1982, la cantante americana entra a far parte della compagnia stabile dell'Opera di Colonia, ricevendo lusinghieri consensi critici: nel 1983,  per la sua interpretazione di Cherubino ne Le nozze di Figaro, nel 1985, per quella del principe Orlovsky nell'operetta Il pipistrello e per quella di Octavian ne Il cavaliere della rosa. Sposa un collega dell'Opera di Colonia, il tenore Randall Outland.
A New York, si esibisce con la New York City Opera, la seconda più importante compagnia degli Stati Uniti dopo quella del Metropolitan e, quindi, in Canada. Il suo repertorio comprende le opere di Richard Strauss ma anche quelle di Rossini, Massenet e Donizetti. Nel 1984, Delores Ziegler canta per la prima volta a Glyndebourne, il festival lirico famoso per la messa in scena delle opere di Mozart che, quell'anno, festeggia il cinquantesimo anniversario della sua nascita, avvenuta nel 1934. La Ziegler è una delle protagoniste del Così fan tutte nel ruolo di Dorabella, uno dei suoi cavalli di battaglia, ruolo che ricopre in seguito anche al Teatro alla Scala. A Milano, la cantante ritorna nel 1987 per I Capuleti e i Montecchi di Vincenzo Bellini.
In Europa, la Ziegler cantò  all'Opera di Amburgo, alla Bayerische Staatsoper di Monaco, al Maggio Musicale Fiorentino, alla Wiener Staatsoper, alla Fenice di Venezia, al Festival di Salisburgo.
Nel 1990, tornò in America: in Canada, alla Canadian Opera Company e negli Stati Uniti, dove fece il suo debutto al Metropolitan di New York e poi all'Opera di San Francisco e all'Opera di Chicago. La sua carriera proseguì sia in Europa che in America. Tra i direttori che l'hanno diretta, si possono ricordare Riccardo Muti e Nikolaus Harnoncourt.
Passata all'insegnamento, insegna canto all'University of Maryland, College Park.

### Film
Nel 1988, la cantante interpretò, a fianco di Edita Gruberová che indossava i panni di Fiordiligi, il ruolo di Dorabella nella versione filmica del Così fan tutte di Jean-Pierre Ponnelle sotto la direzione di Nikolaus Harnoncourt. La Ziegler prese parte, negli anni che vanno dal 1985 al 1995, ad alcuni altri film d'opera.

## Discografia

### CD
- Beethoven: Symphony No. 9 Op. 125 'Choral'- Cheryl Studer/Delores Ziegler/Peter Seiffert/The Philadelphia Orchestra/Riccardo Muti/Westminster Choir, 2005 EMI/Warner
- Haydn Mozart, Messe n. 9/Messa K. 317 - Levine/McNair/Ziegler/Schmidt, 1991 Deutsche Grammophon
- Mozart: Requiem - Arleen Auger/Atlanta Symphony Orchestra & Chorus/Delores Ziegler/Jerry Hadley/Robert Shaw/Tom Krause, 1986 Telarc
- Vivaldi: Juditha Triumphans - Claudio Scimone/Coro Filarmonico Veneto/I Solisti Veneti, 2001 Nuova Fonit Cetra/Warner
- Weber: Oberon - Gürzenich-Orchester Kölner Philharmoniker, 1992 EMI/Warner

## Filmografia
- Il ritorno d'Ulisse in patria, regia di Claus Viller (1985)
- Così fan tutte, regia di Jean-Pierre Ponnelle (1988)
- Così fan tutte, regia di Ilio Catani (1989)
- Falstaff, regia di Agnes Méth, Claus Viller (1995)

### DVD & BLU-RAY
- Mozart, Così fan tutte - Harnoncourt/Gruberova/Stratas, 1988 Decca
- Mozart: Così fan tutte (La Scala, 1989) - Riccardo Muti/Daniela Dessì/Delores Ziegler/Alessandro Corbelli/Claudio Desderi, Opus Arte
- Salieri: Falstaff (Schwetzingen Festival, 1995) - Arthaus Musik